# 尋找無限的盡頭
《尋找無限的盡頭》（英語：Turtles All the Way Down）是2024年美國浪漫劇情電影，改編自約翰·葛林於2017年出版的同名小說。由漢娜·馬克斯執導兼客串出演，伊莉莎白·貝加（Elizabeth Berger）和艾薩克·阿普塔克（Isaac Aptaker）編劇。領銜主演為伊莎貝拉·莫娜，其他演員陣容包括克莉·查基諾、菲利克斯·馬拉德、茱蒂·雷耶斯、馬利克·強森、普爾娜·雅格娜森和J·史密斯-卡梅倫。劇情講述一個患有強迫症的16歲女孩（伊莎貝拉·莫娜飾）正展開追查一件億萬富翁的失蹤案。
電影在2024年2月的「薩凡納藝術設計學院電視節」（SCAD TVfest）首映，並於同年5月2日在串流影視平台HBO Max播出。

## 劇情
一個患有強迫症的16歲女孩遇見了她的兒時初戀，她試著在疾病纏身之下一邊尋找幸福。

## 演員及角色
- 伊莎貝拉·莫娜 飾演 Aza Holmes
- 克莉·查基諾（英语：Cree Cicchino） 飾演 Daisy Ramirez
- 菲利克斯·馬拉德 飾演 Davis Pickett
- 茱蒂·雷耶斯（英语：Judy Reyes） 飾演 Gina Holmes
- 馬利克·強森（英语：Maliq Johnson） 飾演 Mychal Turner
- J·史密斯-卡梅倫（英语：J. Smith-Cameron） 飾演 Professor Abbott
- 普爾娜·雅格娜森 飾演 Dr. Singh
- 漢娜·馬克斯（英语：Hannah Marks） 飾演 Holly
- 凱文·克勞利（Kevin Crowley）飾演 FBI探員

## 製作
電影最初宣布由二十世紀福斯（現稱二十世紀影業）的部門福斯2000在小說出版後開始製作，同時宣布約翰·葛林和羅西安娜·荷斯·羅哈斯擔任執行製作人，福斯2000過往的作品包括約翰·葛林兩部小說的改編電影《生命中的美好缺憾》（2014年）和《紙上城市》（2015年）。2017年12月，在華特迪士尼公司收購福斯2000的母公司21世紀福斯後，迪士尼解散了福斯2000部門，讓《尋找無限的盡頭》製作全數停擺。
2018年5月，宣布伊莉莎白·貝加（Elizabeth Berger）和艾薩克·阿普塔克（Isaac Aptaker）共同為電影編劇；2019年1月，宣布漢娜·馬克斯執導本電影。2022年2月，電影被新線影業收購並接手製作，以及HBO Max取得播放權，在同年4月重啟拍攝工作。電影將由美峯娛樂的馬蒂·鮑文（Marty Bowen）、威克·戈弗雷、艾薩克·克勞斯納（Isaac Klausner）擔任監製，其公司為電影《生命中的美好缺憾》、《紙上城市》和hulu電視劇《尋找阿拉斯加》的製片商之一。

### 選角
2022年3月，宣布重啟製作《尋找無限的盡頭》以及伊莎貝拉·莫娜將領銜主演；同年4月，克莉·查基諾、菲利克斯·馬拉德和茱蒂·雷耶斯加入劇組，馬利克·強森、普爾娜·雅格娜森和J·史密斯-卡梅倫在同年5月加入劇組。

### 拍攝
主體拍攝於2022年4月26日開始至同年6月結束，拍攝地點在俄亥俄州辛辛那提。

### 發行
電影首支前導預告於2024年4月3日發行，內容透露了電影正片將於2024年5月2日在Max上映。

## 外部連結
- 互联网电影数据库（IMDb）上《尋找無限的盡頭》的资料（英文）
- 《尋找無限的盡頭》的Instagram帳戶